# Big Issue (serie televisiva)
Big Issue (빅이슈?, Big-isyuLR) è una serie televisiva sudcoreana trasmessa su SBS TV dal 6 marzo al 2 maggio 2019.

## Trama
Dopo aver perso il lavoro e la famiglia a causa di un incidente, Han Seok-joo diventa alcolista; l'incontro con Ji Soo-hyun, ambiziosa caporedattrice, rivoluziona tuttavia la sua vita, trasformandolo in un paparazzo.